# Rudy Hartono
Rudy Hartono Kurniawan (Surabaya, 18 de agosto de 1949) es un deportista indonesio que compitió en bádminton, en la modalidad individual. Ganó una medalla de oro en el Campeonato Mundial de Bádminton de 1980.

## Palmarés internacional
| Campeonato Mundial | Campeonato Mundial  | Campeonato Mundial | Campeonato Mundial |
| Año                | Lugar               | Medalla            | Prueba             |
| ------------------ | ------------------- | ------------------ | ------------------ |
| 1980               | Yakarta (Indonesia) | Medalla de oro     | Individual         |